# Quartz prase
Le quartz prase, est une variété macro cristalline de quartz de couleur verte, différente de la variété microcristalline la chrysoprase. La couleur est liée à des inclusions d’amphibole ;  l’hedenbergite  pour le cas du quartz prase d’Elbe.

## Terminologie et synonymie
Le terme prase a connu et connaît encore beaucoup de vicissitudes. Il dérive du grec poireau {πράσον (práson)} en référence à sa couleur. Cette dénomination a désigné une quartzite verte puis s’est étendue aux variétés microcristallines de la silice notamment au jaspe de couleur verte. Ce terme englobe aujourd’hui les variétés macro cristallines du quartz. Un quartz de couleur verte est donc aujourd’hui appelé prase, ceci indifféremment du minéral qui le colore.
René Just Haüy faisait une différence entre le quartz prase, qu’il nommait quartz hyalin vert-obscur, et les quartz chloriteux.
Voici les synonymies pour chacune des catégories selon Haüy :
- Quartz prase
  - quartzum coloratum viride 1753 (Johan Gottschalk Wallerius)[5]
  - quartz informe gras vert demi-transparent 1790 (Ignaz von Born)[6]
  - praseum (Emmerling et Abraham Gottlob Werner)
  - La prase (André Brochant de Villiers)
  - prasiolite (des anglosaxons)
  - prasium (Richard Kirwan) 1810[7]
- Quartz chloriteux
  - cristalus colorata viridis(Johan Gottschalk Wallerius)
  - quartz cristallisé vert (Ignaz von Born)
  - Cristal de roche vert (Louis Jean-Marie Daubenton)
- Autres synonymes
  - édinite, quartz prase trouvé dans les fondations du château d'Édimbourg. Décrit par le médecin et chimiste écossais Robert Kennedy en 1805[8], nommée par un britannique anonyme en 1818[9].

## Prasiolite[10]
Le nom de prasiolite dérive du grec πράσον-prason qui signifie poireaux et de λίθος-lithos qui signifie pierre. Le nom signifie donc littéralement pierre couleur poireaux, en allusion à sa teinte.
La prasiolite n'est pas une variété de prase, il s'agit d'un minéral extrêmement rare à l'état naturel, car, il ne se forme pas par les procédés normaux. Normalement, la prasiolite est une améthyste grise violacée elle-même rare, (provenant de la mine de Montezuma, près de Vitoria da Conquista, état de Bahia, Brésil) chauffée à 650 °C qui devient verte et transparente. Habituellement, les améthystes chauffées de cette façon deviennent jaunes, et si elles sont chauffées plus fort et longtemps, elles deviennent incolores. C'est parce que l'on ne l'obtient qu'à partir de cette variété d'améthyste que la prasiolite est rarissime. Naturellement, elle n'a été trouvée que très rarement :
- en Californie: produite par l'action d'une coulée de lave de type rhyolitique qui a agi sur l'améthyste caractéristique.
- Basse-Silésie, Pologne
- Baie Thunder, Canada

La prasiolite est donc majoritairement synthétique. La prasiolite est souvent confondue avec le quartz vert synthétique, et seule l'analyse des impuretés les dissocie.

## Gisements remarquables
- Angleterre
  - North Roskear Mine, North Roskear, Tuckingmill-Illogan Highway area, Camborne - Redruth - St Day District, Cornouailles[11]
- États-Unis
  - Potomac Mine, Leesburg, comté de Loudoun, Virginie[12]
- France
  - Le Bourg-d'Oisans, Isère, Rhône-Alpes (Quartz Chloriteux)[13]
- Italie
  - Torre di Rio - Santa Filomena (Monte della Torre), Rio Marina, Ile d'Elbe, Province de Livourne, Toscane[14]

## Galerie

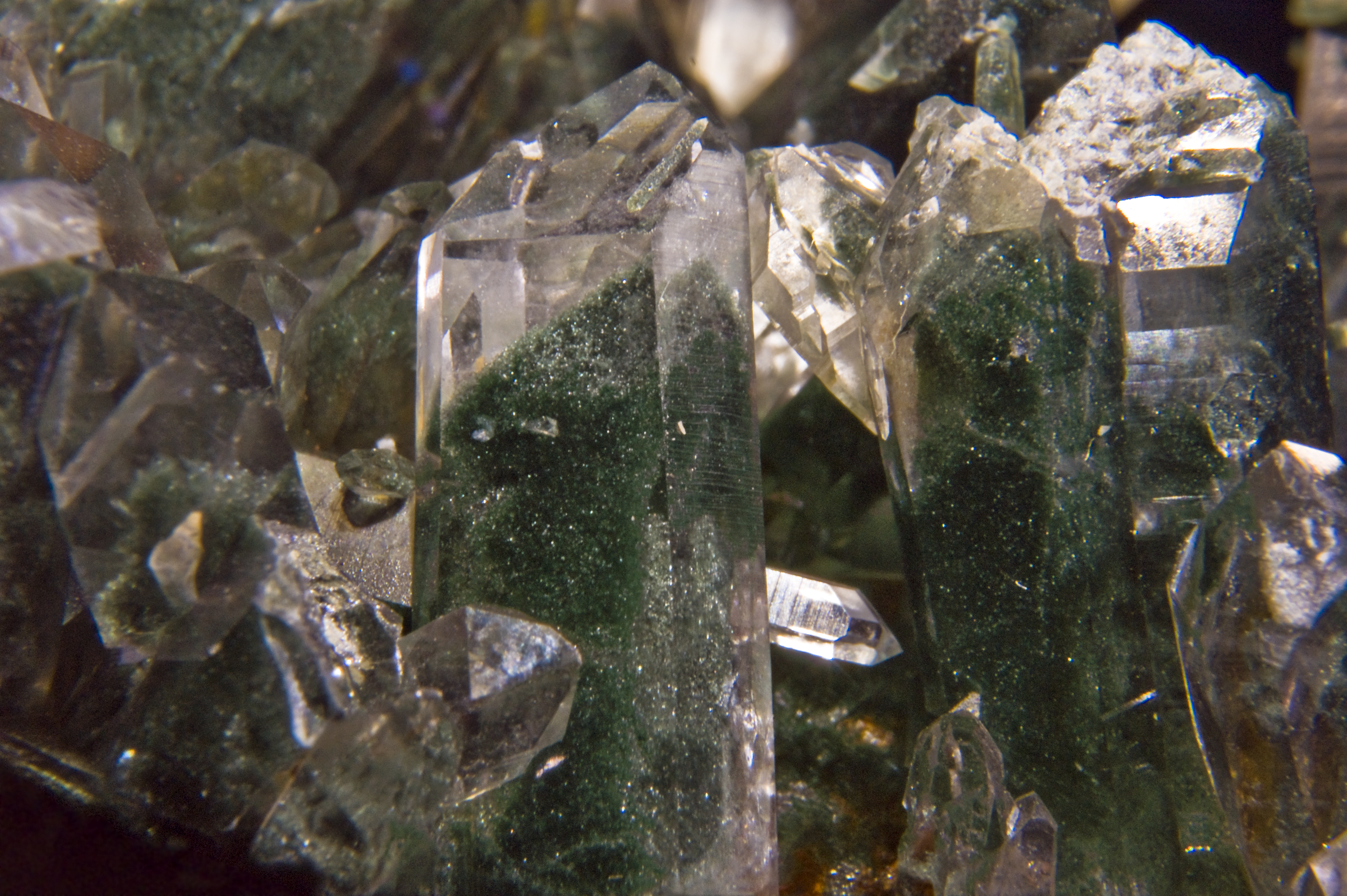
Quartz chloriteux fantôme - Le Bourg-d'Oisans France (XX2,2cm)
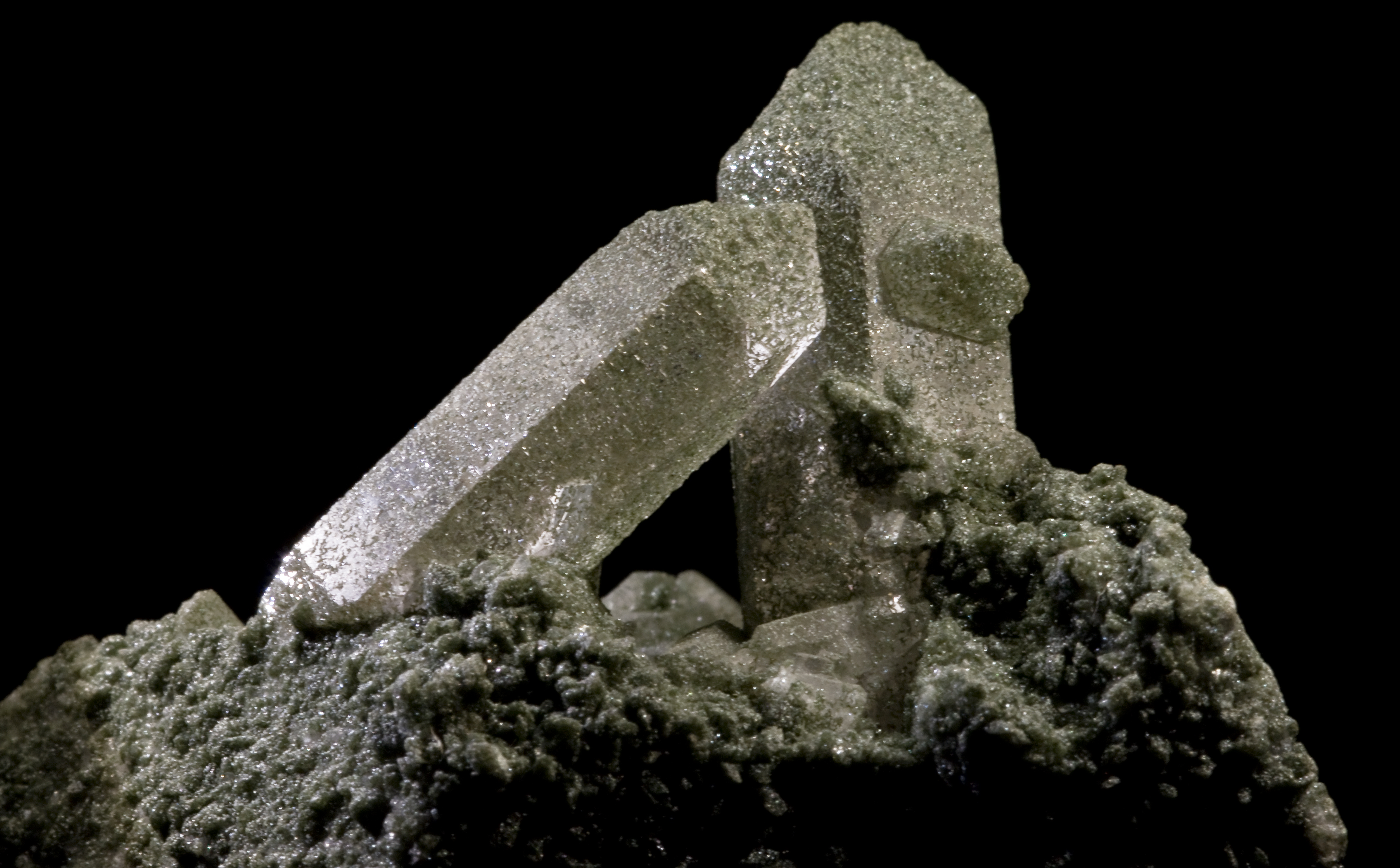
Quartz chloriteux - Le Bourg-d'Oisans France (XX2,8cm)